# Francis Rueda
Francis Rueda De Pinto, más conocida como Francis Rueda (17 de abril de 1949), es una primera actriz de televisión venezolana. Se ha destacado en el género de las telenovelas: comenzó en la exitosa telenovela de RCTV La señora de Cárdenas, que le abrió camino para participar en numerosos dramáticos venezolanos. Entre sus últimos trabajo destaca su participación en la telenovela de Televen Nora, donde interpreta a Matilde de Urbáez.

## Telenovelas
- 1977, La señora de Cárdenas (RCTV) - Hermana De Pilar
- 1980, Rosa Campos, provinciana (RCTV) - Alcira
- 1993, Dulce ilusión (RCTV) - Doña Digna De Corona
- 1994-1995, Pura sangre (RCTV) - Belinda De Sousa
- 1996, Volver a vivir (RCTV) - Sara
- 1998, Niña mimada (RCTV) - Margarita Mogollón
- 1999, Mariú (RCTV) - Grecia Buenaventura de Lozada
- 2000 "Angelica Pecado (RCTV) - Terapeuta Taller de Parejas
- 2001, Carissima (RCTV) - Esther Moro de Santuario
- 2002, Trapos íntimos (RCTV) - Carmen Teresa Cordero
- 2004, ¡Qué buena se puso Lola! (RCTV) - Pura Avellaneda
- 2006, El desprecio (RCTV) - Guillermina Albornoz (Sor Juana)
- 2007, Mi prima Ciela (RCTV) - Tirsa
- 2009-2010, Libres como el viento (RCTV) - Doña Natalicia Clemente
- 2014, Los secretos de Lucía (Venevisión) - La Cuervo
- 2014, Nora (Televen) - Matilde de Urbáez

## Series televisivas
- 2021, Carabobo, Caminos de Libertad - Abadesa Catalina

## Cine
- 1984, Macho y Hembra
- 1991, Jericó
- 2009, Zamora, tierra y hombres libres
- 2010, Días de poder
- 2018,  "Parque Central: Historias mínimas de parejas singulares"

## Teatro
- 2016, Peludas en el cielo.[3]
- 2017, El pez que fuma.
- 2018, "Oscuro, de noche"